# Lanzarote (Gran Canaria)
El Lanzarote es una localidad del municipio de Valleseco, Gran Canaria, España. En 2023 contaba con 900 habitantes. A más de mil metros de altitud es el barrio más elevado del municipio.

## Historia
El origen del nombre se relaciona con la fundación del pago en el siglo XVIII por parte emigrantes de la isla de Lanzarote, que huían de su isla por las hambrunas provocadas por las malas cosechas.